# Jukdo
Jukdo (koreanska: 죽도) är en ö i  provinsen Norra Gyeongsang i Sydkorea. Den ligger 2 km öster om ön Ulleungdo och är den näst största ön i kommunen Ulleung-gun. På ön bor (2018) en familj på tre personer som odlar deodeok.

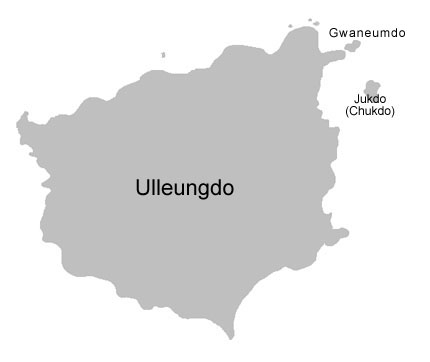
Jukdos läge i förhållande till huvudön Ulleungdo

## Källa
1. ↑  ”Par på Juko blir föräldrar efter tre års äktenskap” (på koreanska). Kukmin Ilbo. 6 juni 2018. http://news.kmib.co.kr/article/view.asp?arcid=0923961142. Läst 7 oktober 2020.